# Дерновка (река)
Дерновка (бел. Дзярноўка) — речка в Оршанском и Толочинском районах Витебской области, правый приток реки Адров. Протекает по Оршанской возвышенности.

## Физическая география
Длина 21 км. Площадь водосбора 99 км². Среднегодовой расход воды в устье 4,4 м³/с. Средний наклон водной поверхности 0,9 %. Русло канализировано в 1963—65 и 1971—73 на протяжении 9,2 км (от истока до д. Вязьмичи, 7 км; от пруда около д. Смоляны до 0,5 км ниже моста, 2,2 км).